# Cucullia consors
Cucullia consors är en fjärilsart som beskrevs av Eduard Friedrich Eversmann 1846. Cucullia consors ingår i släktet Cucullia och familjen nattflyn. Inga underarter finns listade i Catalogue of Life.